# Ermita de San Antonio Abad (Segorbe)
La ermita de San Antonio Abad de Segorbe, es una ermita catalogada como Bien de Relevancia Local, con número de identificación 12.07.104-009, ubicada en el núcleo urbano del municipio de Segorbe, en la comarca del Alto Palancia, de la provincia de Castellón, España; según queda constancia en la Dirección General de Patrimonio Artístico de la Generalidad Valenciana.

## Descripción
La ermita se ubica en pleno casco urbano entre viviendas particulares, lo cual, unido a la sencillez de su fachada (que presenta como único signo distintivo una hornacina con azulejos de cerámica que representan una imagen del santo de la advocación de la misma, San Antonio Abad), dificulta su reconocimiento como lugar de culto. De hecho, por encima de la hornacina existen dos ventanas más, a niveles diferentes que pertenecen a un domicilio partículas que hay sobre la ermita. La puerta de acceso es rectangular, de madera, formando el dintel una viga del mismo material.
La fachada presenta puerta de madera condintel a modo de viga, y con una hornacina sobre ella; además hay que tener en cuenta la existencia de un desnivel de la calle que hace preciso un escalón para salvarlo. Además, la puerta que es de dos hojas tiene unas mirillas rectangulares con rejas para poder ver el interior cuando está cerrada. La cubierta externamente es plana, mientras que en su interior presenta bóveda de cañón con lunetos para dar iluminación al templo, que por su parte presenta reducidas dimensiones.
Interiormente, presenta planta cuadrangular, cabe destacar la existencia de un friso que recorre toda la nave, así como un zócalo de azulejos decorados que recorre todo el interior de la ermita, muy típico de las iglesias y ermitas de la zona. El suelo por su parte está acabado en losetas y bancos. El altar, que es estrecho, está adosado al testero, pudiéndose contemplar sobre él una talla de San Antonio en el interior de una hornacina que forma parte de un retablo de obra.
Mención especial merece el retablo cerámico que se contempla en la hornacina situada sobre la puerta de acceso a la ermita, la cual presenta un marco moldurado con repisa escalonada de fábrica de yesería . Se desconoce su autor, pero se sabe que los azulejos son de fábrica típicamente valenciana. Está datado entre 1850-1860, y presenta una medidas de 60 por 40 centímetros, divididos en seis azulejos de 20x20centímetros, con una cenefa exterior formada por 16 piezas cerámicas de 20x7 centímetros cada una. La imagen del santo dibujada en los azulejos sigue la tradicional iconografía de este popular santo (un viejo de barba blanca, apoyado en su bastón que presenta forma de muleta, con una pequeña campanilla atada en ella y acompañado por uno o más cerdos, que se sitúan a sus pies, de ahí la forma popular de llamarlo en los pueblos valenciano parlantes como “Sant Antoni del porquet”) considerado como el iniciador de la vida monástica, y celebrado en prácticamente todas las localidades del territorio de la comunidad. Como hemos dicho el retablo muestra los elementos de la iconografía clásica, en la que las rocas representan la gruta en la que el santo vivía; el valle montañoso sin vegetación simboliza el desierto; una mano sosteniendo el libro de oraciones y con la otra señalando una página del mismo, a la derecha de sus descalzos pies la figura del cerdo, como símbolo de ser este santo el patrón de los animales domésticos. El cerdo era considerado un imagen del demonio que tentaba al santo en su meditación en el desierto, por eso tras vencerle el santo, le sigue pacientemente en forma de cerdito. En la parte inferior del retablo está escrito: San Antonio Abad. La cenefa está formada por un dibujo de cinta ondulada y hojas, todo ello en tono azul cobalto. A pesar de su antigüedad su estado de conservación es bueno y en parte se debe a no haber padecido daño alguno en la época de la guerra del 36, ya que para su protección se tapió y se encaló toda la fachada.